# 陳立昌
陳立昌（1951年—2015年）香港知名医学家，香港大學教授，曾執教港大長達26年，人稱“LC”。

## 生平
祖籍浙江寧波市，1951年生於馬來西亞吉隆坡。早年赴英國求學，在劍橋大學唸本科，先修習化學，但在一年後轉讀醫學，於1978年獲得英國劍橋大學外科醫學士。在劍橋大學讀完外科之後，再赴倫敦求學，專攻血液學，於白血病有精深研究。
在英倫攻讀研究多年之後，陳於1989赴香港，任教香港大學醫學院，後升任香港大學病理學系主任，主管香港大學醫學倫理及人文學部，又任港大立之學院院長。
2015年11月8日，陳於香港港島薄扶林碧瑤灣自家住所內自縊，享年64歲，為香港醫學界一大損失。身後遺有一子一女。

## 榮譽
陳專攻人類白血病細胞及分子生物學研究，很有造詣，並於2009年獲得香港大學頒發傑出教育獎。
1981年，當選英國皇家內科醫學院院士。